# فالديليا مارتينز
فالديليا مارتينز (ولدت في 19 سبتمبر 1989) هي لاعبة ألعاب قوى برازيلية متخصصة في القفز العالي. فازت بميداليات متعددة على المستوى الإقليمي، مثلت بلدها في بطولة العالم لألعاب القوى 2023 في بودابست دون التأهل للنهائي.
أصبحت ثاني برازيلية في التاريخ تصل إلى علامة 1.90 متر في القفز العالي، في تحدي CBAt/CPB الثالث، الذي أقيم في ساو باولو، 2024. الرقم القياسي البرازيلي البالغ 1.92 متر احتفظت به أورلان ماريا ليما دوس سانتوس منذ عام 1989 وتم تسجيله على ارتفاع بوغوتا.
شاركت في حدث القفز العالي في دورة الألعاب الأولمبية الصيفية 2024 في باريس، وتمكن من تجاوز مرحلة التصفيات حيث حجزت مكانًا في نهائي القفز العالي للسيدات في الألعاب الأولمبية، حققت فالديليا في 34 عامًا من عمرها أفضل نتيجة في حياتها بالتأهل للنهائي الأولمبي، مساويةً الرقم القياسي البرازيلي في القفز العالي. حققت علامة 1.92 متر، وحاولت أيضًا 3 قفزات على ارتفاع 1.95 متر في الجولة التأهيلية. في المحاولة الثانية من المحاولات الثلاث على ارتفاع 1.95 متر، التوى كاحلها واستغرق الأمر يومين للتعافي حتى النهائي.
أفضل أرقامها الشخصية في هذا الحدث هي 1.92 متر في الهواء الطلق (باريس 2024) و1.85 متر في الأماكن المغلقة (كوتشابامبا 2024).